# Ніч перед Різдвом (мультфільм, 1951)
«Ніч перед Різдвом» (рос. Ночь пе́ред Рождество́м) — радянський повнометражний фільм у стилі традиційної анімації, який був створений 1951 році на московській студії Союзмультфільм сестрами Брумберг. Фільм є екранізацією повісті Миколи Гоголя «Ніч перед Різдвом».
Для створення даного фільму використовувалося ротоскопіювання.